# Julien Delonglée
Julien Delonglée, né le 23 mars 1983 à Montfermeil, est un footballeur français.

## Biographie
Delonglée fait ses débuts professionnels, le 30 août 2002, face au Grenoble Foot 38, remplaçant Stéphane Odet en cours de match. D'abord remplaçant, il devient titulaire à la mi-saison. Il en profite pour marquer le premier but de sa carrière au haut niveau, face à l'AS Nancy-Lorraine, le 16 mai 2003. Beauvais est relégué à la fin de la saison 2002-2003 et Julien Delonglée suit le club en National. L'ASBO commence alors sa descente aux enfers et est relégué à la fin de l'exercice 2003-2004. 
Il rejoint l'US Orléans et dispute deux saisons en CFA, de 2004 à 2006.
En 2006, il rejoint le Stade olympique romorantinais et rejoue en National. Après une première saison où il est un joueur régulièrement utilisé par Ludovic Lidon, il fait une saison 2007-2008 creuse avec seulement cinq matchs. Romorantin termine bon dernier en 2008 et se voit relégué en CFA. 
Julien Delonglée fait une saison en CFA 2 avec le Saint-Pryvé Saint-Hilaire Football Club avant de signer avec l'US Orléans. Dès sa première saison, il devient un titulaire important et Orléans décroche le titre de champion du groupe D de CFA ainsi que la montée en National. Le club passe quatre ans à ce niveau et Delonglée devient un pilier de l'équipe, disputant 160 matchs en cinq saisons au niveau amateur.

## Palmarès
- Champion du groupe D de CFA en 2010 avec l'US Orléans.
- Champion de National en 2014 avec l'US Orléans.